# 興仁溪
興仁溪，舊名興化店溪，位於台灣北部之縣市管河川，幹流長度6.00公里，流域面積7.99平方公里，分佈於新北市淡水區、三芝區。主流發源於三芝區興華里北新庄，向北流入淡水區後，經雲廣坑、頂田寮、車路腳、興化店、下田寮，最終於前洲子西南側注入台灣海峽。